# Hoofdvlak
In de geometrische optica definieert men voor dikke lenzen en lenzenstelsels twee hoofdvlakken als volgt (zie nevenstaande afbeelding):
- Een straal (1) die evenwijdig aan de optische as invalt, gaat na breking door het beeldzijdige brandpunt F2. Het snijpunt van (het verlengde van) de invallende straal en (het verlengde van) de uittredende straal definieert het beeldzijdige hoofdvlak, dat loodrecht op de optische as staat en deze snijdt in H2. De beeldzijdige brandpuntsafstand f2 is de afstand tussen F2 en H2.
- Een straal (2) die door het voorwerpszijdige brandpunt F1 invalt, treedt na breking evenwijdig aan de optische as uit. Het snijpunt van (het verlengde van) de invallende straal en (het verlengde van) de uittredende straal definieert het voorwerpszijdige hoofdvlak, dat eveneens loodrecht op de optische as staat en deze snijdt in H1. De voorwerpszijdige brandpuntsafstand f1 is de afstand tussen F1 en H1.